# James Ensor (textielfabrikant)
James Ensor (Londen, 18 juni 1779 - na 1852) was een Brits-Belgisch textielfabrikant.

## Biografische gegevens
Hij was gehuwd met Elisabeth Renfort (Londen, 1777 - Hammersmith, voor 1852) en was de overgrootvader van de Oostendse kunstschilder James Ensor. Van James Ensor en Elisabeth Rentfort zijn vier kinderen gekend: James Rainford Ensor (Londen, ca. 1805-1806), Frederic (Londen, 1807), Samuel (Wallasey, 1809) en Caroline (Londen, 1811)
Hij woonde van 1824 tot 1832 in Gent en was er fabrikant/handelaar in tule. In de jaren '20 had hij een nieuwsoortige machine voor de fabricatie van kant en tule uitgevonden en laten brevetteren. Het brevet verliep in 1833. In 1826 verkregen hij en zijn familieleden de Nederlandse nationaliteit (België was toen nog met Nederland verenigd in het Verenigd Koninkrijk der Nederlanden). Hij was lid van de Wachters te Paard van de Gentse Stadswacht en speelde als dusdanig een kleine rol in de Belgische Revolutie van 1830. Hij verliet Gent in 1832.
Zijn zoon Samuel Ensor woonde ca. 1831 op de Visscherije in Gent en was eveneens fabrikant. Hij huwde in Gent in 1831 met de Brugse Ermina Sophie Van de Male (Brugge, 1808-1895), maar scheidde uit de echt in Brussel in 1839. Hij overleed in Mechelen in 1852.